# 灌河 (黄海)
灌河，是中国江苏省北部的一条独流入海水道，因诸多河道相汇东注冲灌成河而得名，又因随潮汐涨落而被称为潮河，为沂沭泗河水系下游入海干河，也是苏北独流入海河流中唯一没有建闸控制的最大天然潮汐河道。今灌河西起灌南县北陈集镇东三岔，上接义泽河、武障河，向东北流，沿灌南、响水两县边界，至灌云县燕尾港镇汇新沂河入黄海。全长67.5公里，流域面积7273平方公里。
灌河是苏北地区最大的天然入海河道，河面宽阔，上游宽300～700米，下游尾部1000～2500米。目前为Ⅲ航道，常年可通航3000～5000吨级船舶。灌河地区水旱灾害频繁，受潮汐影响，河水盐分较重，淡水资源缺乏。水产丰富，所产四鰓鲈鱼全国闻名。